# Wybory parlamentarne w Korei Północnej w 1998 roku
Wybory parlamentarne w Korei Północnej w 1998 roku odbyły się w niedzielę 26 lipca 1998. W wyborach Koreańczycy wybierali 687 deputowanych do Najwyższego Zgromadzenia Ludowego KRLD. Jedynymi zarejestrowanymi kandydatami w wyborach byli przedstawiciele koalicji Demokratycznego Frontu na rzecz Zjednoczenia Ojczyzny.

## Wyniki wyborów
Koreańska Centralna Agencja Prasowa podała, że frekwencja w wyborach wyniosła 99,85%, a zgłoszeni kandydaci otrzymali 100% głosów. Przywódca Korei Północnej Kim Dzong Il został jednogłośnie wybrany w okręgu nr 666.
| Lista                                                                            | Miejsca | Wynik |
| -------------------------------------------------------------------------------- | ------- | ----- |
| Demokratyczny Front na rzecz Zjednoczenia Ojczyzny:                              | 687     | 100%  |
| Partia Pracy Korei                                                               | 601     |       |
| Koreańska Partia Socjaldemokratyczna                                             | 52      |       |
| Czundoistyczna Partia Czongu                                                     | 24      |       |
| kandydaci niezależni                                                             | 10      |       |
| Suma: 687/100%, frekwencja: 99,85% (dane za Koreańską Centralną Agencją Prasową) |         |       |

Obserwatorzy Korei Północnej zwracają jednak uwagę, że w totalitarnej Korei Północnej wybory mają charakter niedemokratyczny i fasadowy, a przez to wybory takie można sklasyfikować jako wybory pokazowe.